# Handbreit

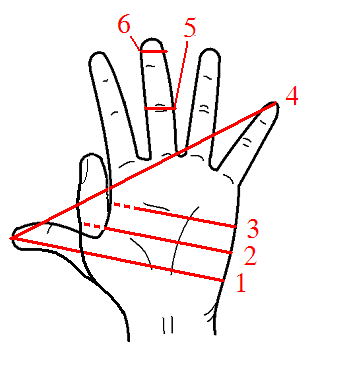
Von der Hand abgeleitete Längenmaße:
2 = Handbreit à 5 Finger
3 = Handbreit à 4 Finger
5, 6 = Fingerbreit
1, 4 = Handspanne
Weitere: Faust

Der Begriff Hand oder Handbreit bezeichnet ein altes Längenmaß, das sich an der Breite der Handfläche orientiert und etwa 10 cm misst. Dem entspricht auch faustbreit (das ist etwas größer).

## Definitionen
Es gibt dieses Maß seit der Antike (die Hand als Maß wird auch in der Bibel erwähnt), mit verschiedenen Bezeichnungen und Definitionen:
- 4 Fingerbreit (= ¼ Fuß, je nach Definition für den Fuß ca. 7,62 cm)
  - im alten Ägypten: Schesep = 4 Djeba, 7,48 cm
  - im alten Griechenland: παλαιστή (palaiste) = 4 δάκτυλοι (daktyloi) = ¼ πους (pous)
  - im alten Rom: palmus = 4 digitus = ¼ pes à 7,41 cm (der davon abgeleitete italienische Palmo betrug aber eine Spanne bis ein Fuß)
- 1 Dezimeter (dm = 10 cm)
- 4 Zoll = ⅓ Fuß (je nach Definition für Zoll bzw. Fuß gut 10 cm)
- im Angloamerikanischen Maßsystem als Hand (große Spanne) bzw. Palm (kleine Spanne, dieses auch niederländisch):[1]
  - 1 Hand = 4 Inches = ⅓ Fuß = 10,16 Zentimeter  (exakt. nach Definition 1 Inch = 25,4 mm, 1956)[2]
  - 1 Palm = 3 Inches = 7,62 cm
  - als Hands bzw. „hands high“ im Englischen als Größenmaß für Pferde – dem entspricht die österreichische Faust

### Dłoń
Dłoń war im polnischen Maßsystem die Handbreite. Das Maß war der Abstand an der menschlichen Hand unterhalb der Finger und wird allgemein als Querhand bezeichnet. Die anthropomorphe Maßeinheit war ungenau. Das Maß schwankte zwischen 7 und 9 Zentimetern oder in Zoll zwischen 3 und 4.
- 1 Dłoń =  7,44 cm bis 9,04 cm

## Redewendung
In Seefahrtskreisen ist der Wunsch „Immer eine Handbreit Wasser unter dem Kiel!“ verbreitet. Man wünscht damit dem anderen viel Glück, und dass er unter seinem Kiel immer mindestens 10 cm Wasser habe, damit er nie auf Grund aufsitze.